# فيكتور ألكسندر (كاتب)
فيكتور الكسندر (بالإسبانية: Víctor Alexandre)‏ بينيت (برشلونة 1950) هو كاتب وصحفي أسباني.

## السيرة الذاتية
ولد فيكتور ألكسندر في برشلونة في العاشر من أبريل سنة 1950. بدأ حياته المهنية في عام 1972 حيث عمل في «الراديو الشعبي» في إيبيزا، وفي عام 1975 ذهب إلى إذاعة الشباب في برشلونة. وكان مدير ومقدم برامج راديو"4"، مقدم برامج في طاقم التلفاز الأسباني (TVE) في كتالونيا. كما عمل كمراسل لصحيفة أفيو "Avui" في ألمانيا، وللصحيفة الأسبوعية "El Temps" وسلسلة "SER". إضافة إلى ذلك، فهو يتعاون حاليا مع صحيفة سانت سوجا "Sant Cuga" وصحيفة إل مون "El Món" وغيرها.
 منح جائزة لويس كمبنس (Lluis Campanys) الوطنية في عام 2005، وجائزة فرانسيسك فيرير- جيرونز (Francesc Ferrer i Gironès) في عام 2006؛ جائزة ميرسي رودوريدا (Mercè Rodoreda) للرواية في عام 2008 وجائزة جوان كورومينس (Joan Coromines) في عام 2014 تقديرا لمسيرته الطويلة كصحفي وكاتب وروائي وكاتب مسرحي ذي أكثر من أربعين عام من الالتزام السياسي.
نشر ألكسندر كتابًا بعنوان «أنا لست إسبانيًا» عام 1999، «تعرية إسبانيا» عام 2001، «مجردين» عام 2003 بالتعاون مع جوان جويل ونشر أيضا «السيد الرئيس»  والمزيد من الأعمال المسرحية والكتب التي تعنى بالقضية والهوية الكتالانية، فكتاب «نحن الكتالانيون» (Nosaltres, els catalans) الذي نشره عام 2008، يشمل عشرين محادثة مع أشخاص كتالانِيين ولدوا خارج كَتالونيا، من ضمنهم نجاة الهاشمي وماثيو تري.